# ترجمة بالمحمول
الترجمة بالمحمول
استعمال أي جهاز إلكتروني أو تطبيق برنامج يوفر ترجمة صوتية. وهو يتضمن أي جهاز إلكتروني محمول باليد تم تصميمه خصيصًا للترجمة الصوتية. ويشمل أيضًا أي خدمة ترجمة آلية أو تطبيق برمجي للأجهزة المحمولة، بما في ذلك الهواتف المحمولة وأجهزة كمبيوتر المحمول وأجهزة المساعد الرقمي الشخصي. وتوفر ترجمة الموبايل لمستخدمي الأجهزة المحمولة باليد ميزة الترجمة الفورية وغير الوسيطية من لغة إنسانية إلى أخرى، وعادةً ما يكون ذلك مقابل رسوم خدمة، والتي مع ذلك، تعتبر أقل بكثير من رسوم المترجم البشري. 
إن ترجمة الموبايل هي جزء من مجموعة الخدمات الجديدة المقدمة لمستخدمي الاتصالات المتنقلة، بما في ذلك تحديد المواقع (GPSالنظام العالمي لتحديد المواقع)، والمحفظة الإلكترونية (الخدمات المصرفية عبر الهاتف المحمول)، ومسح بطاقة العمل / رمز / مسح النص وما إلى ذلك. 
و يعتمد على برمجة الكمبيوتر في مجال اللغويات الحاسوبية وطرق اتصال الجهاز  (الاتصال بالإنترنت أو خدمة الرسائل القصيرة) للعمل.

## نبذة تاريخية
قامت مختبرات أبحاث الاتصالات السلكية واللاسلكية المتقدمة التابعة لمعهد بحوث الاتصالات السلكية واللاسلكية الدولي، ومقرها مدينة كانساي للعلوم في اليابان بتطوير نظام ترجمة يسمح لليابانيين بتبادل الأحاديث مع المواطنين الأجانب من خلال الهواتف المحمولة في عام 1999 . حيث يتم ترجمة الكلمات المنطوقة في الجهاز المحمول إلى اللغة المستهدفة ثم يتم إرسالها كصوت إلى الهاتف المحمول الخاص بالمستخدم الآخر.
في عام 2004، قامت شركة يابانية (ترانز كليك) بإصدار برنامج الترجمة الآلية للأجهزة المحمولة التي تتميز بقدرات الترجمة للنص والرسائل القصيرة والبريد الإلكتروني الذي يدخله المستخدم، وتم إصدار براءة اختراع ل ترانز كليك للرسائل القصيرة والبريد الإلكتروني والترجمة الفورية في عام 2006.
في نوفمبر 2005، أعلنت شركة يابانية أخرى،NEC  إن إي سي، عن تطوير نظام ترجمة يمكن تحميله في الهواتف المحمولة. حيث يمكن لنظام الترجمة المتنقل هذا التعرف على 50000 كلمة يابانية و 30000 كلمة إنجليزية، ويمكن استخدامه للترجمة البسيطة عند السفر. ومع ذلك، لم يثبت أن شركة إن إى سي قامت بعرض منتجها بشكل رسمي حتى يناير 2009.
ساهمت التطورات التكنولوجية وأجهزة الاتصالات في امكانية استخدام الهواتف المحمولة في تعلم اللغة من خلال تصغير اجهزة الكمبيوتر. فمن بين أوائل المشاريع كانت برامج الدراسة الإسبانية التي شملت التدرب على المفردات، ومسابقات، وترجمات الكلمات والعبارات. وبعد فترة وجيزة تم تطوير مشاريع لتدريس اللغة الإنجليزية باستخدام الهواتف المحمولة في إحدى الجامعات اليابانية. وبحلول عام 2005، تحول التركيز إلى توفير تعليم المفردات عن طريق الرسائل القصيرة. وقد تم إنشاء برنامج مماثل لتعلم اللغة الإيطالية في أستراليا. حيث تم إرسال عبارات مفردات، ومسابقات، وجمل قصيرة عبر خدمة الرسائل القصيرة.

### التكنولوجيا الحالية
ترجمة جوجل هي واحدة من أكثر خدمات الترجمة استخداما. مثال ذلك الانفوسكوب Infoscope وهو جهاز محمول يدويًا يتألف من كاميرا رقمية وإنترنت لاسلكي، تم تطويره في مركز أبحاث المدان التابع لشركة آى بي إم  [بحاجة لمصدر]
إيلي بكسل (ili) وهو جهاز محمول باليد يمكنه توفير ترجمة صوتية فورية من لغة إلى أخرى؛ ويوفر فقط الترجمة من الإنجليزية إلى اليابانية أو الصينية.[6][7][8]
One2One ون تو ون هو نموذج أولي لا يعتمد على الاتصال بالإنترنت من أجل العمل، ويمكنه أن يوفر الترجمة الصوتية في ثماني لغات
.
بكسل بودز (سماعة أذن لاسلكية) وهو جهاز انتجته جوجل ويمكنه توفير ترجمة صوتية فورية بأكثر من40 لغة
.

## الوظائف التقنية
ولا ينبغي الخلط بين ترجمة الموبايل وقواميس الكتب (الناطقة)القابلة للتعديل والمتاحة بالفعل والمتوفرة للعديد من الأجهزة المحمولة والتي لا تتطلب عادةً اتصال الجهاز المحمول بالإنترنت.

### مزايا
.قد تتضمن ترجمة الموبايل عددًا من المزايا المفيدة المساعدة لترجمة النصوص والتي تشكل أساس الخدمة. فبينما يمكن للمستخدم إدخال النص باستخدام لوحة المفاتيح للجهاز، فانه يمكن أيضًا استخدام نص موجود مسبقًا في شكل رسائل بريد إلكتروني أو رسائل نصية قصيرة مستلمة على جهاز المستخدم (ترجمة البريد الإلكتروني / الرسائل النصية القصيرة). ومن الممكن أيضًا إرسال رسالة مترجمة تحتوي بشكل اختياري على النص الأصلي بالإضافة إلى الترجمة.
وتقدم بعض تطبيقات الترجمة المحمولة خدمات إضافية تسهل وبشكل كبير كذلك عملية الاتصال المترجمة، مثل:
- توليد الكلام (تركيب الكلام)، حيث يمكن تحويل النص (المترجم) إلى خطاب إنساني (بواسطة جهاز كمبيوتر يقدم صوت متحدث أصلي للغة الهدف)
- التعرف على الكلام، حيث يمكن للمستخدم التحدث إلى الجهاز الذي سيقوم بتسجيل الخطاب وإرساله إلى خادم الترجمة لتحويله إلى نص قبل ترجمته.
- ترجمة الصور، حيث يمكن للمستخدم التقاط صورة (باستخدام كاميرا الجهاز)

لبعض أجزاء النص المطبوع (علامة طريق، قائمة مطعم، صفحة من كتاب وما إلى ذلك)، ويقوم التطبيق بارساله إلى خادم الترجمة والذي يقوم بتطبيق تقنية التعرف الضوئي على الحروف (أو سي آر OCR)
، ويستخرج النص، ويرجعه إلى المستخدم لتحريره (إذا لزم الأمر) ثم ترجمته إلى اللغة المختارة.
- ترجمة صوتية فورية، حيث يمكن للمستخدم اختيار اللغتين المطلوبتين ثم الاتصال تلقائيا بمترجم فوري.

### اللغات المدعومة
في الآونة الأخيرة، حدثت زيادة ملحوظة في عدد أزواج اللغات المقدمة للترجمة التلقائية على الأجهزة المحمولة. ففي الوقت الذي يعرض فيه مقدمو الخدمات اليابانية عادة الترجمة المتبادلة للغة اليابانية والصينية والإنجليزية والكورية، فقد يعرض آخرون الترجمة من وإلى أكثر من 20 لغة، أو أكثر من 200 زوج لغوي، بما في ذلك معظم اللغات اللاتينية. 
ومع ذلك، يقتصر توليد الكلام على جزء أصغر مما سبق من اللغات، بما في ذلك الإنجليزية، والإسبانية، والإيطالية، والفرنسية، والصينية، إلخ. وتعتمد ترجمة الصور على توفر اللغات التي تستخدم تقنية التعرف الضوئي على الحروف. 

## الفوائد والقيود التقنية

### المميزات
إن امتلاك الترجمة الآلية الفورية في متناول اليد يوفر عدد من الاستخدامات والمزايا العملية.
- استخدام ترجمة الموبايل للترجمة البشرية: يمكن للمترجمين البشريين استخدام أدوات ترجمة الموبايل للترجمة أينما ومتى شاءوا. فلم يعد واجبا على المترجمين البشريين العمل مع برامج الترجمة المكتوبة.
- - السفر: يمكن أن تساعد ترجمة الموبايل الفورية الأشخاص الذين يسافرون إلى بلد أجنبي في جعل الاخرين يفهمونهم أو تساعدهم على فهم الآخرين.
- - الشبكات التجارية: إجراء مناقشات مع العملاء الأجانب (المحتملين) باستخدام ترجمة الموبايل يوفر الوقت والمال، ويقدم ترجمة فورية. إن ترجمة الموبايل الفورية هي بديل أقل تكلفة بكثير لمراكز الاتصال متعددة اللغات التي تستخدم مترجمين بشريين. ويمكن أيضًا تسهيل التواصل عبر الشبكات متعددة الجنسيات باستخدام الخدمة علي نطاق واسع.
- عولمة الشبكات الاجتماعية: تتيح ترجمة الموبايل إمكانية الدردشة وإرسال رسائل نصية للأصدقاء على المستوى الدولي. ويمكن كسب أصدقاء وشركاء جدد من خلال التغلب حاجز اللغة.
- تعلم لغة أجنبية:  باستخدام جهاز محمول مزود بترجمة آلية فورية يمكن جعل تعلم لغة أجنبية أسهل وأقل تكلفة. فتكشف الإحصاءات أن معظم طلاب الجامعات يمتلكون هواتف محمولة وتكشف أن تعلم لغة أجنبية عبر الهاتف المحمول أرخص من تعلمها على جهاز كمبيوتر شخصي. علاوة على ذلك، فإن إمكانية وسهولة حمل الهواتف المحمولة تجعل من الملائم لمتعلمي اللغة الأجانب الدراسة خارج الصف في الوقت والمكان الذي يناسبهم.

### التحديات والعيوب
ساعدت التطورات التي طرأت على تكنولوجيا الهاتف المحمول وخدمات الترجمة الآلية في تقليل بعض عيوب ترجمة الموبايل أو حتى القضاء علي بعض هذه العيوب، مثل تقليل حجم شاشة الجهاز المحمول ولوحة المفاتيح ذات الإصبع الواحد. وتأتي العديد من الأجهزة المحمولة الجديدة مزودة بلوحة مفاتيح كويرتيQWERTY و / أو شاشة حساسة للمس، بالإضافة إلى نظام التعرف على الكتابة اليدوية مما يزيد من سرعة الكتابة بشكل ملحوظ. فبعد عام 2006، بدأت معظم الهواتف والأجهزة المحمولة الجديدة في عرض شاشات كبيرة بدقة أكبر من 640 × 480 بكسل، أو 854 × 480 بكسل، أو حتى 1024 × 480 بكسل، مما يمنح المستخدم مساحة مرئية كافية لقراءة وكتابة نصوص كبيرة. وفي عام 2011، تم تقديم ما يسمى تقنية الترجمة الهجينة، فقد قدمت ما يسمى بتقنية الترجمة الهجينة من خلال شركة  myLanguage عبرتطبيق  Vocre, للهاتف المحمول والذي يعتمد إلى حد كبير على بيانات اللغات التي تعتمد على المستخدمين.
ومع ذلك، فإن التحدي الأكثر أهمية الذي يواجه صناعة ترجمة الموبايل هو الجودة اللغوية والتواصلية للترجمات. فعلى الرغم من أن بعض مقدمي الخدمة يزعمون أنهم حققوا دقة تصل إلى 95٪، متباهين بتكنولوجيا محتكرة قادرة على «فهم» التعبيرات الاصطلاحية واللغة العامية، فإنالترجمة الآلية لا تزال ذات جودة أقل من الترجمة البشرية ويجب استخدامها بحذر إذا كانت المواد المراد ترجمتها تتطلب الدقة والصواب.
إن العيب الذي يحتاج إلى ذكره هو ضرورة الاتصال الثابت بالإنترنت على الجهاز المحمول الخاص بالمستخدم. فبما أن طريقة الرسائل النصية القصيرة للتواصل مع خادم الترجمة أثبتت أنها أقل كفاءة من إرسال حزم البيانات - بسبب الحد الأقصى للرسالة (160 حرفًا) وارتفاع تكلفة الرسائل النصية القصيرة مقارنةً بالرسوم المرورية عبر الإنترنت - فإن الاتصال بالإنترنت على الأجهزة المحمولة هو حاجة ملحة، في حين أن التغطية في بعض المناطق غير الحضرية لا تزال غير مستقرة.
- Phraselator
- ULTRA (machine translation system)